# Eishō
Eishō GcorCP (em japonês:  英照皇太后; nascida Asako Kujō; Quioto, 11 de janeiro de 1835 — Tóquio, 15 de Fevereiro de 1897) foi a imperatriz consorte do imperador Kōmei do Japão. Ela também é conhecida sob o nome tecnicamente incorreto imperatriz Eishō.

## Biografia

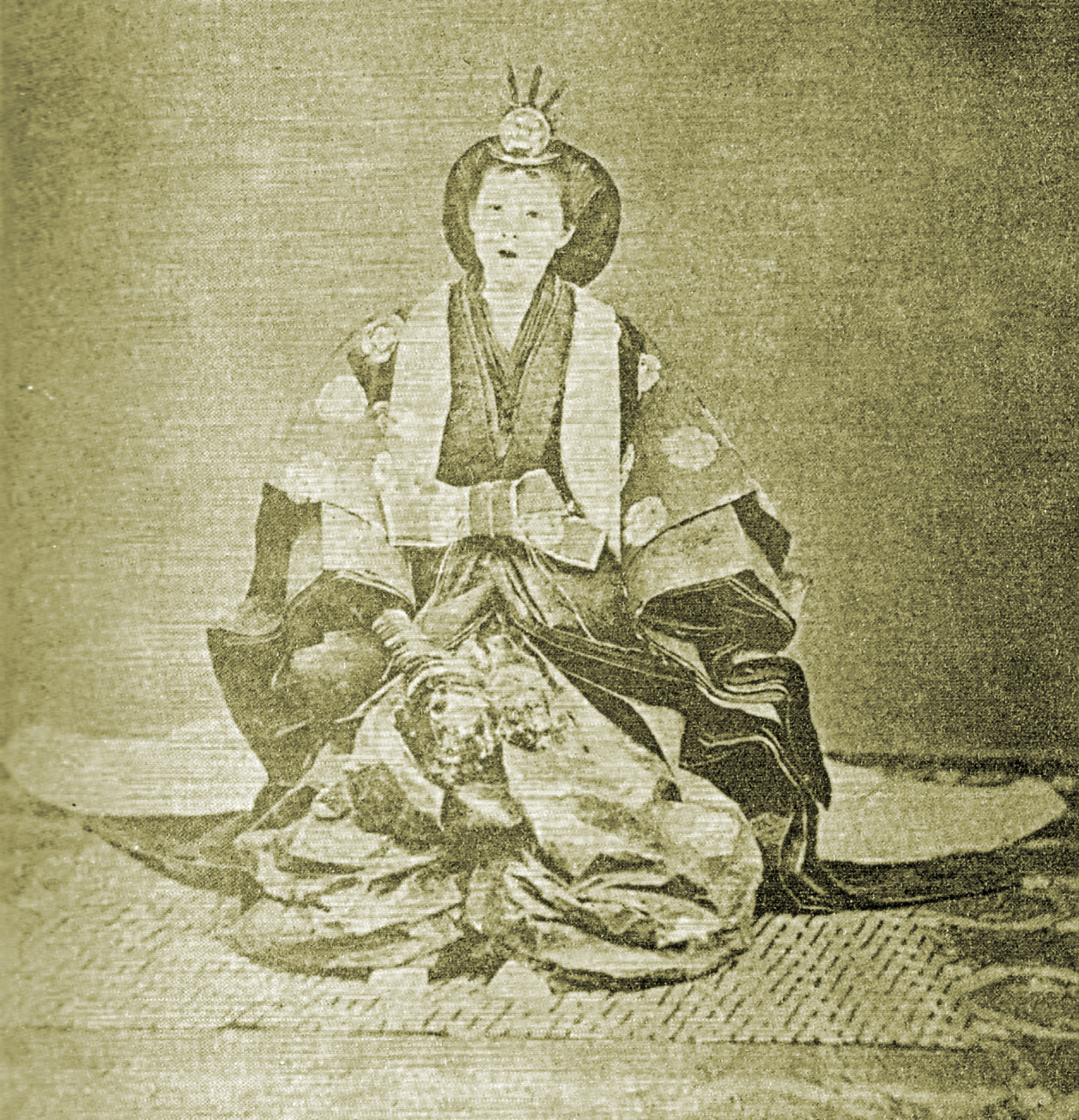
Asako Kujo

Como filha de Hisatada Kujō, que era um ex-kampaku, Asako poderia prever uma vida que se desenrolava inteiramente no âmbito da corte imperial; mas ela não poderia ter antecipado a vasta gama de mudanças que os anos trariam durante sua vida. Aos 13 anos, ela foi casada com o príncipe herdeiro Osahito. Após a morte do imperador Ninkō, em 1846, Osahito, que o sucedeu como imperador, nomeou-a Nyōgo, uma posição de consorte de alta honra para a qual as princesas do sangue foram nomeadas após o tempo do imperador Kammu.

## Consorte
Asako teve duas filhas, que morreram na infância; mas ela se tornou a mãe oficial do herdeiro de Komei, príncipe herdeiro Mutsuhito, mais tarde imperador Meiji. Ele desenvolveu um forte apego emocional a ela, que se tornou especialmente importante no período instável após a morte inesperada do imperador Kōmei.

## Imperatriz-viúva
Logo após a morte do imperador Kōmei, seu sucessor, o imperador Meiji, conferiu a ela o título de imperatriz-viúva; e ela recebeu um nome póstumo para acompanhar seu novo título. Este foi um gesto altamente incomum; e depois ficou conhecida como Imperatriz Eowō. Esse nome póstumo específico foi retirado do título de um poema "Glicínia Roxa sobre uma Piscina Profunda", por um poeta da dinastia T'ang; e foi considerado apropriado para uma filha da família Kujō como parte do clã Fujiwara ("Campo das Glicínias"). Quando a corte imperial Meiji se mudou de Quioto para Tóquio, ela seguiu, vivendo primeiro no Palácio Akasaka e depois no Palácio Aoyama.
A imperatriz morreu em 1897 aos 62 anos e foi enterrada em Senyū-ji, que fica em Higashiyama-ku, Quioto. Sua memória é oficialmente honrada no mausoléu do marido em Quioto, conhecido como Nochi-no-tsukinowa no higashiyama no misasagi.
O imperador Meiji e sua esposa não puderam comparecer ao funeral, mas viajaram para Quioto para prestar homenagem na primavera após a morte dela.